# Röbel/Müritz
Röbel/Müritz ist eine Landstadt im Südwesten des Landkreises Mecklenburgische Seenplatte in Mecklenburg-Vorpommern am Westufer der Müritz. Sie ist Verwaltungssitz des Amtes Röbel-Müritz, dem weitere 18 Gemeinden angehören. Röbel bildet für seine Umgebung ein Grundzentrum und ist ein staatlich anerkannter Erholungsort.

## Geografie

### Geografische Lage
Die Stadt Röbel liegt in der Mecklenburgischen Seenplatte an einem südwestlichen Ausläufer der Müritz auf einer Höhe von 65 m ü. NHN.

### Nachbargemeinden
Um Röbel liegen im Uhrzeigersinn (im Osten beginnend) die Gemeinden Ludorf, Vipperow, Priborn, Melz, Bollewick, Bütow, Leizen, Groß Kelle, Sietow und Gotthun.

## Geschichte
Erstmals urkundlich erwähnt wurde „Robole“ im Jahr 1227. Der Name tauchte vorher in der Gründungsurkunde des Bistums Havelberg 946/48 für das heutige Dorf Räbel auf. Ein weiteres Röbel befindet sich bei Süsel in Schleswig-Holstein. Der altpolabische Personenname Robola könnte von Arbeit oder Knecht abgeleitet sein. Am 10. März 1995 erfolgte die Änderung der Schreibweise von Röbel (Müritz) in Röbel/Müritz.

### Mittelalter

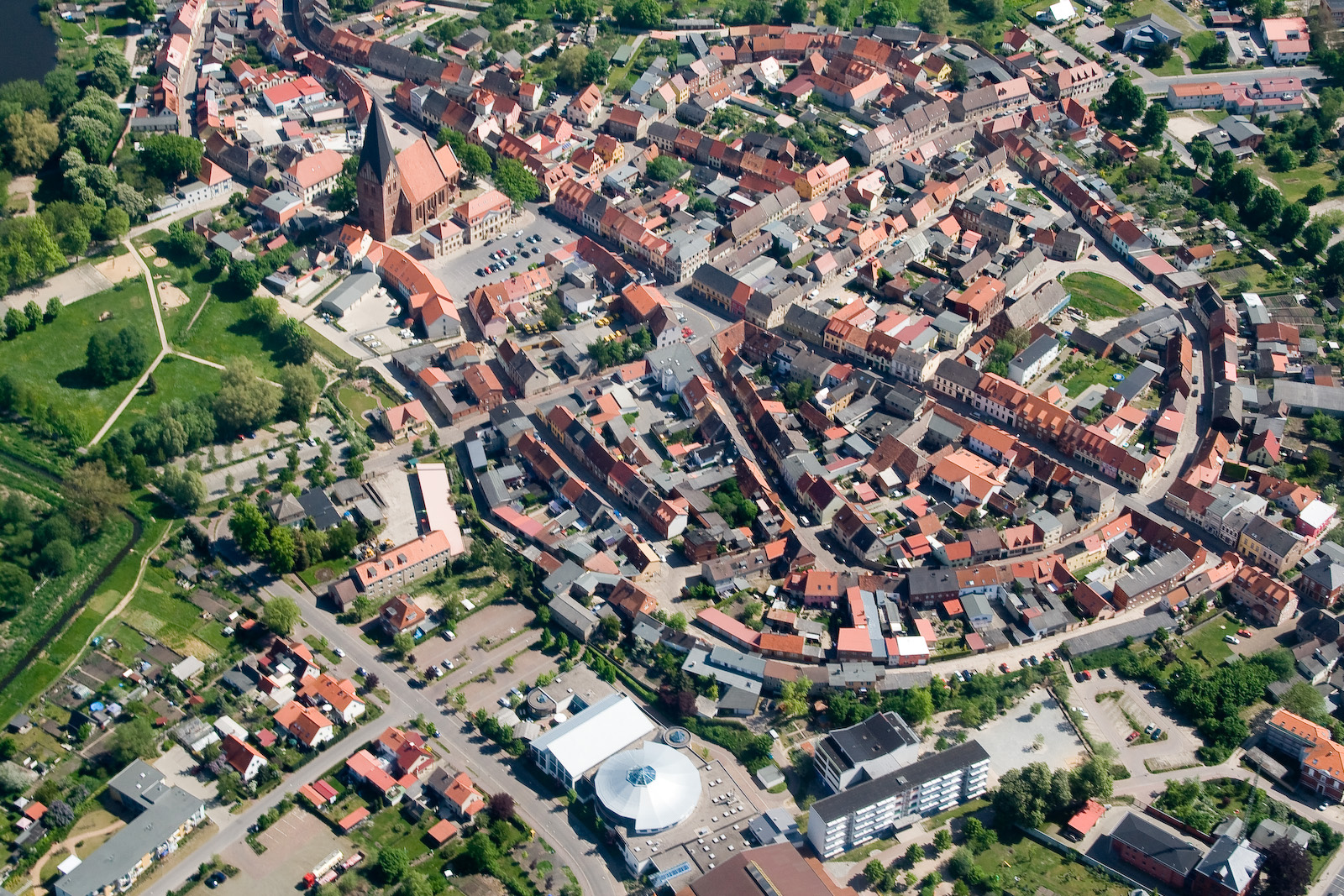
Stadtkern

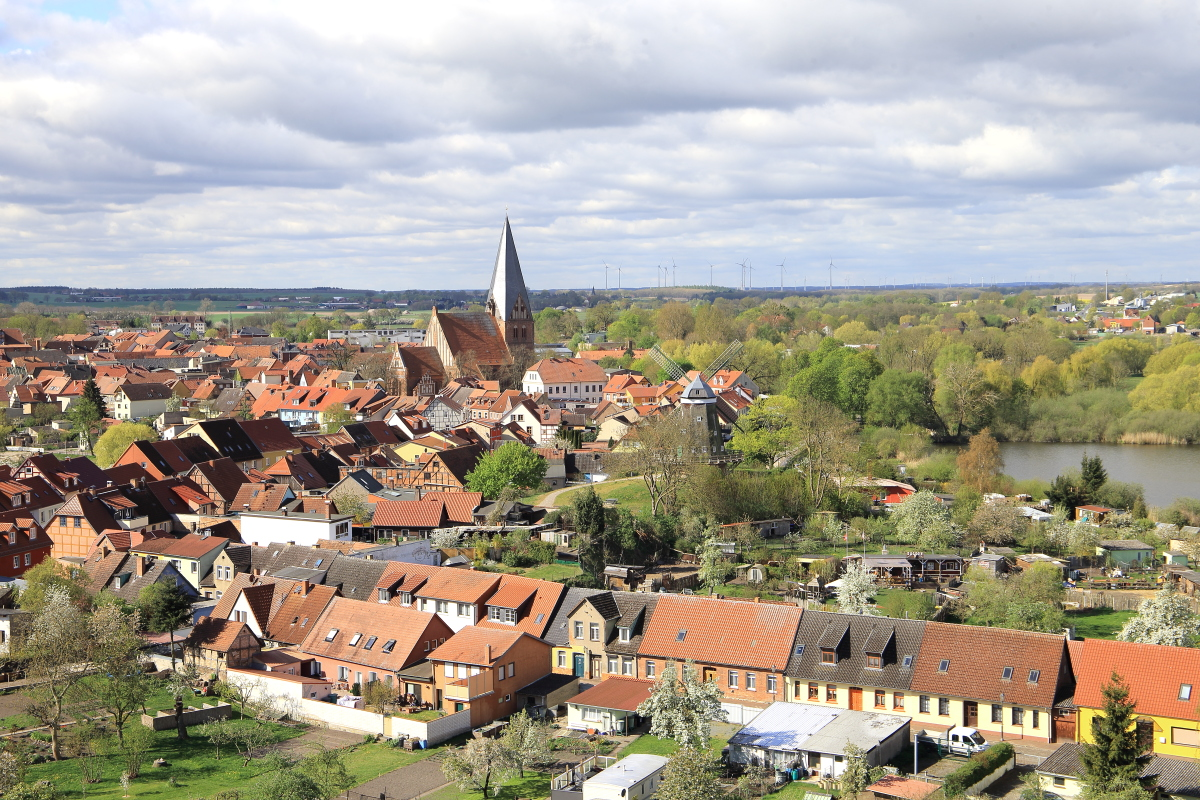
Röbel

Altröbel entstand bereits im 10. Jahrhundert als suburbane Siedlung vor einer der Hauptburgen des westslawischen Stammes der Morizanen und neben einem Tempelberg, den seit dem frühen 13. Jahrhundert die Marienkirche krönt. Die Stadt erhielt 1226 von Heinrich Borwin II., einem Urenkel Niklots, des Stammvaters der mecklenburgischen Fürsten und Herzöge, das Schweriner Stadtrecht, welches für die Nova Civitas Robele nach dem Zusammenschluss der Neustadt mit dem Suburbium der Burg 1261 bestätigt und erweitert wurde. Im selben Jahr wurde die Wüstung „Cernowe“ erwähnt.
Ein Kastellan der landesherrlichen Burg Röbel war Zeuge in einer Urkunde  von 1227. Die Burg, von Nikolaus I. von Werle (Sohn Heinrich Borwins II.) und seinen Nachfolgern zum Schloss ausgebaut, war bis 1349 neben Güstrow Hauptresidenz der Herren von Werle, später Fürsten zu Wenden. Nun entwickelte sich ein Phänomen, das selten anzutreffen ist: Während anderenorts die deutschen und slawischen Siedlungen verschmolzen, trennte sich die Neustadt im späten Mittelalter wieder durch Mauer, Graben und Tor von der ehemals slawischen Altstadt. In Neuröbel hatten sich vor allem Kaufleute und Handwerker angesiedelt, die vom Landesherrn mit Hausäckern belehnt wurden. In Altröbel verblieb die slawische Bevölkerung – Pachtbauern und Fischersleute. Ein etwa 400 Jahre anhaltender Rechtsstreit beider Ortsteile, der durch die bistümliche Trennung von 1252 (den Südteil und damit die Neustadt erhielt das Bistum Havelberg, den Nordteil das Bistum Schwerin) noch begünstigt wurde, ließ die Bürger und die Verwaltung kaum zur Ruhe kommen. Prozessakten („Röbel./.Röbel“) von 1585 bis 1886 im Stadtarchiv belegen den durch soziale und wirtschaftliche Diskriminierung der Altstädter hervorgerufenen Streit, der bereits vor 1500 mit der Ausgrenzung der Altstadt seinen Anfang nahm. Die Neustadt war Landstadt in Mecklenburg und als solche eine der Städte im Wendischen Kreis, die bis 1918 auf mecklenburgischen Landtagen der Union der Landstände vertreten waren.
Im 13. Jahrhundert wurden die Marienkirche in der Altstadt, die Nikolaikirche (1275) in der Neustadt und ein Büßerinnenkloster (um 1250) erbaut. Das Letztere wurde 1298 zum Kloster Malchow verlegt. Die Klostergebäude übernahmen die seit etwa 1285 bei der Burg etablierten Dominikaner. Das Kloster bestand noch bis 1558. Neben dem Kloster befand sich der Hof des „Sandpropstes“ des Klosters Dobbertin, des Verwalters der Ländereien und Dörfer, die diesem Benediktinerinnenkloster 1237 zuerkannt worden waren. Die Stadtbefestigungsanlagen wurden im 13. Jahrhundert errichtet und Mitte des 14. Jahrhunderts im Zuge der Erweiterung der Stadt verstärkt ausgebaut. Nach dem Abriss des Schlosses um 1470 bebaute man den Burgberg mit einer Windmühle, deren nach 1805 im holländische Stil errichtete Nachfolgerin heute Kunstausstellungen beherbergt.
Die mittelalterliche Stadtsiedlung dieser „Doppelstadt“ blieb trotz der vielen Stadtbrände fast unverändert in der Struktur erhalten. Vorrangig traufständige, zumeist zweigeschossige Fachwerkhäuser aus dem 18. und 19. Jahrhundert beherrschen das Stadtbild.

### Neuere Geschichte

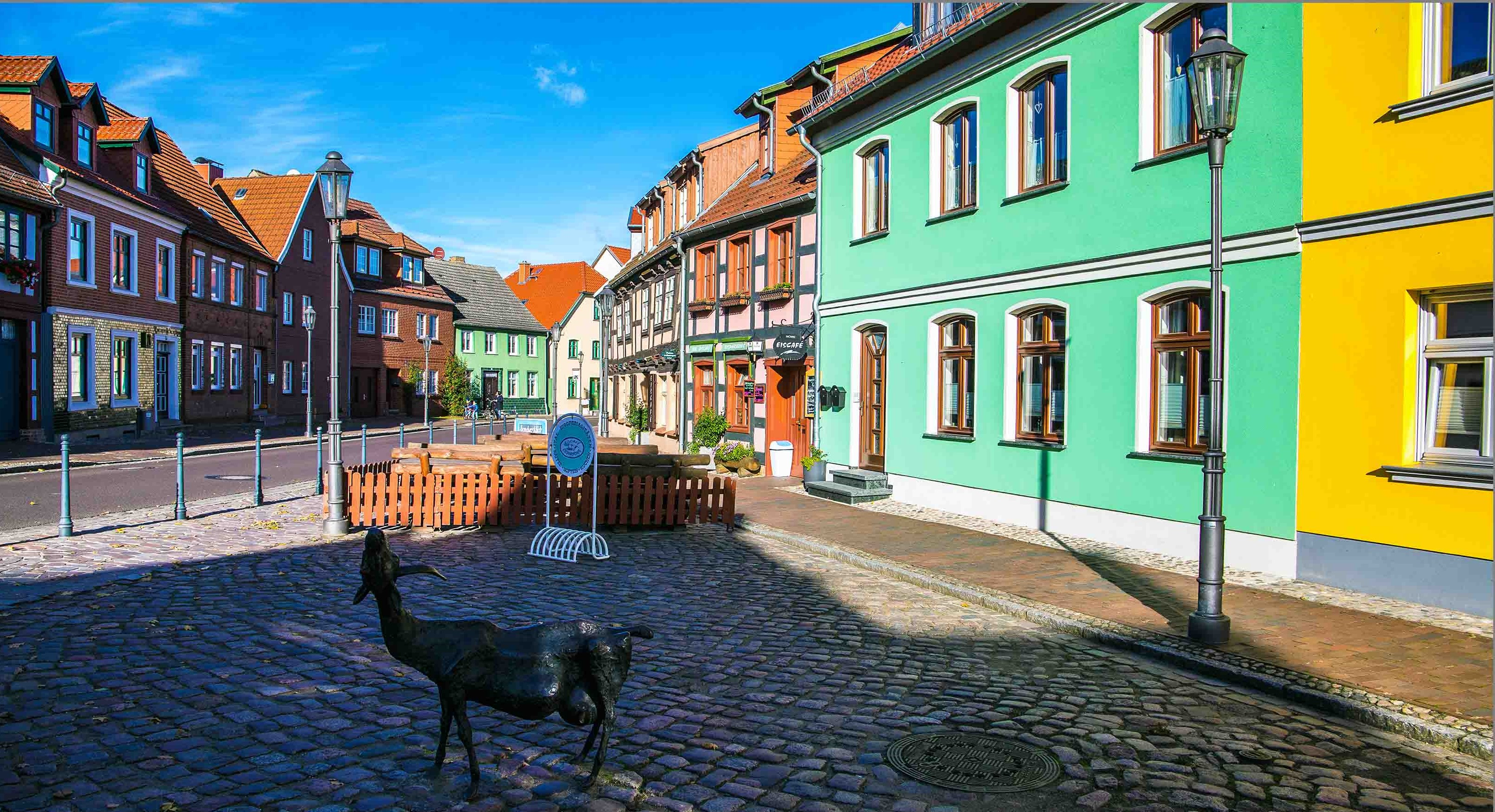
Bunte Stadt – Ziegenmarkt

Ab 1811 übte nur noch ein Bürgermeister das Amt für beide Teile aus. Das Übergewicht im Stadtrat stellten allerdings stets die Neustädter. Mit der Kommunalreform 1919 wurden erstmals allgemeine Wahlen abgehalten. Das Rathaus entstand 1804 im klassizistischen Stil. 1912 wurde der Wasserturm erbaut.
Ab 1920 bis 1934 gehörte Röbel zum Amt Waren im Land Mecklenburg-Schwerin, dann von 1934 bis 1952 zum Landkreis Waren im Land Mecklenburg. Nach der Verwaltungsreform von 1952 in der DDR war Röbel bis 1994 Kreisstadt des Kreises Röbel (Müritz) (bis 1990 im DDR-Bezirk Neubrandenburg, dann im Land Mecklenburg-Vorpommern). 1994 wurde die Stadt in den Landkreis Müritz eingegliedert. Seit der Kreisgebietsreform 2011 liegt sie im Landkreis Mecklenburgische Seenplatte.
Im Jahre 1957 wurde nach einjähriger Bauzeit das 1951 erbaute Landambulatorium umgebaut und zum Kreiskrankenhaus erweitert, in dem seit 1970 18 Ärzte und zehn Zahnärzte für die medizinische Versorgung der Bevölkerung arbeiteten. Mit einer Kapazität von 165 Betten konnten Patienten in mehreren Fachabteilungen behandelt werden.
Nach der politischen Wende wurde ab 1991 der historische Stadtkern mit dem Rathaus im Rahmen der Städtebauförderung grundlegend saniert.

### Eingemeindungen
Am 1. Juli 1950 wurde die bis Gemeinde Marienfelde eingegliedert.

## Bevölkerung
| Jahr | Einwohner |
| ---- | --------- |
| 1990 | 6732      |
| 1995 | 6076      |
| 2000 | 5725      |
| 2005 | 5399      |
| 2010 | 5261      |
| 2015 | 5129      |

| Jahr | Einwohner |
| ---- | --------- |
| 2020 | 4999      |
| 2021 | 5055      |
| 2022 | 5075      |
| 2023 | 5012      |
| 2024 | 4684      |

Stand: 31. Dezember des jeweiligen Jahres

## Religion

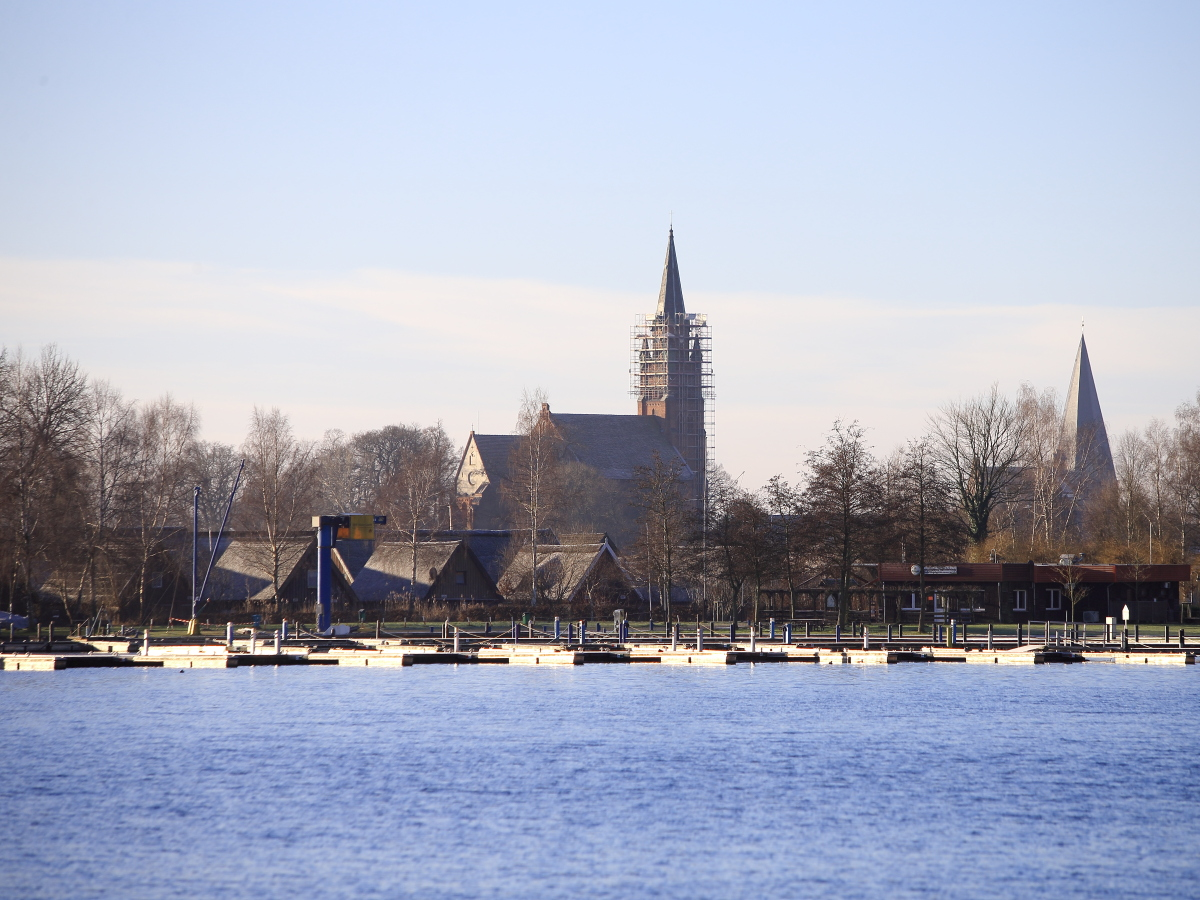
Marienkirche und Nikolaikirche

Nach der Reformation war Röbel lutherisch. Aus den beiden katholischen Bistümern Havelberg und Schwerin verblieben die getrennten nun lutherischen Kirchgemeinden Alt- und Neu-Röbel, die erst 1999 nach Versetzung des Altstadtpastors zusammengelegt wurden. Leiter der Propstei Röbel bis dahin war der jetzige Landesbischof Andreas von Maltzahn.
Juden gab es bereits seit dem 13. Jahrhundert in Röbel. Nach dem Sternberger Judenpogrom 1492 verließen sie das Land. Erst um 1700 lebte wieder jüdische Bevölkerung in Röbel. Die Zahl der Juden stieg bis zur Mitte des 19. Jahrhunderts auf 110 Gemeindemitglieder an und nahm danach wieder kontinuierlich ab. Im Jahr 1831 wurde die Röbeler Synagoge in einer Seitenstraße errichtet. Gottesdienste fanden dort bis in die Zeit nach dem Ersten Weltkrieg statt. Der jüdische Friedhof lag seit ca. 1700/1720 im Scheunenviertel südlich der Neustadt an der Mirower Straße. Die letzte Bestattung erfolgte dort 1938. In der Zeit des Nationalsozialismus wurde er geschändet. In den 1950er-Jahren wurden Teile des Friedhofs abgebaggert und überbaut. Heute erinnert daran eine Stelen- und Skulpturengruppe, die 2007 von Jugendlichen aus aller Welt anlässlich eines internationalen Jugendcamps im Ort errichtet wurde.
Der nach der Reformation über Jahrhunderte äußerst geringe katholische Bevölkerungsanteil vergrößerte sich erst infolge des Zweiten Weltkrieges mit Aufnahme der Flüchtlinge und Vertriebenen aus den vormals deutschen Ostgebieten. Um 1946 lebten in Röbel und Umgebung etwa 1500 Katholiken. Die katholische Gemeinde hatte seit dem 1. April 1946 in Röbel eine eigene Seelsorgestelle. Mutterpfarrei blieb aber die katholische Pfarrgemeinde in Waren (Müritz). Zunächst wurde für Gottesdienste und als Wohnung für den Pfarrer ein Wohnhaus angemietet, das allerdings auf die Dauer zu klein war. Am 29. Juni 1947 zog die katholische Gemeinde in das ehemalige Bürgermeisterhaus um. Der dortige große Empfangsraum wurde zur Kapelle umgestaltet. In den angrenzenden Räumen war die Wohnung des Pfarrers. Am 17. Juni 1994 wurde der Grundstein für das neue Gemeindehaus gelegt. Auf einer geringen Grundfläche sind die Kirche mit etwa 85 Sitzplätzen sowie der Gemeinderaum entstanden. Aus der alten Kapelle wurden die beiden Buntglasfenster (Verkündigungsszene, Maria als Königin des Friedens) und der Tabernakel übernommen. Die feierliche Einweihung der Kirche erfolgte am 17. Juni 1995 durch Weihbischof Norbert Werbs. Das neue Gotteshaus wurde unter das Patronat „Maria, Königin des Friedens“ gestellt. Seit 2004 erfolgt die Seelsorge durch den Franziskanerorden, der auch die Mutterpfarrgemeinde „Heilig Kreuz“ in Waren betreut.

## Politik

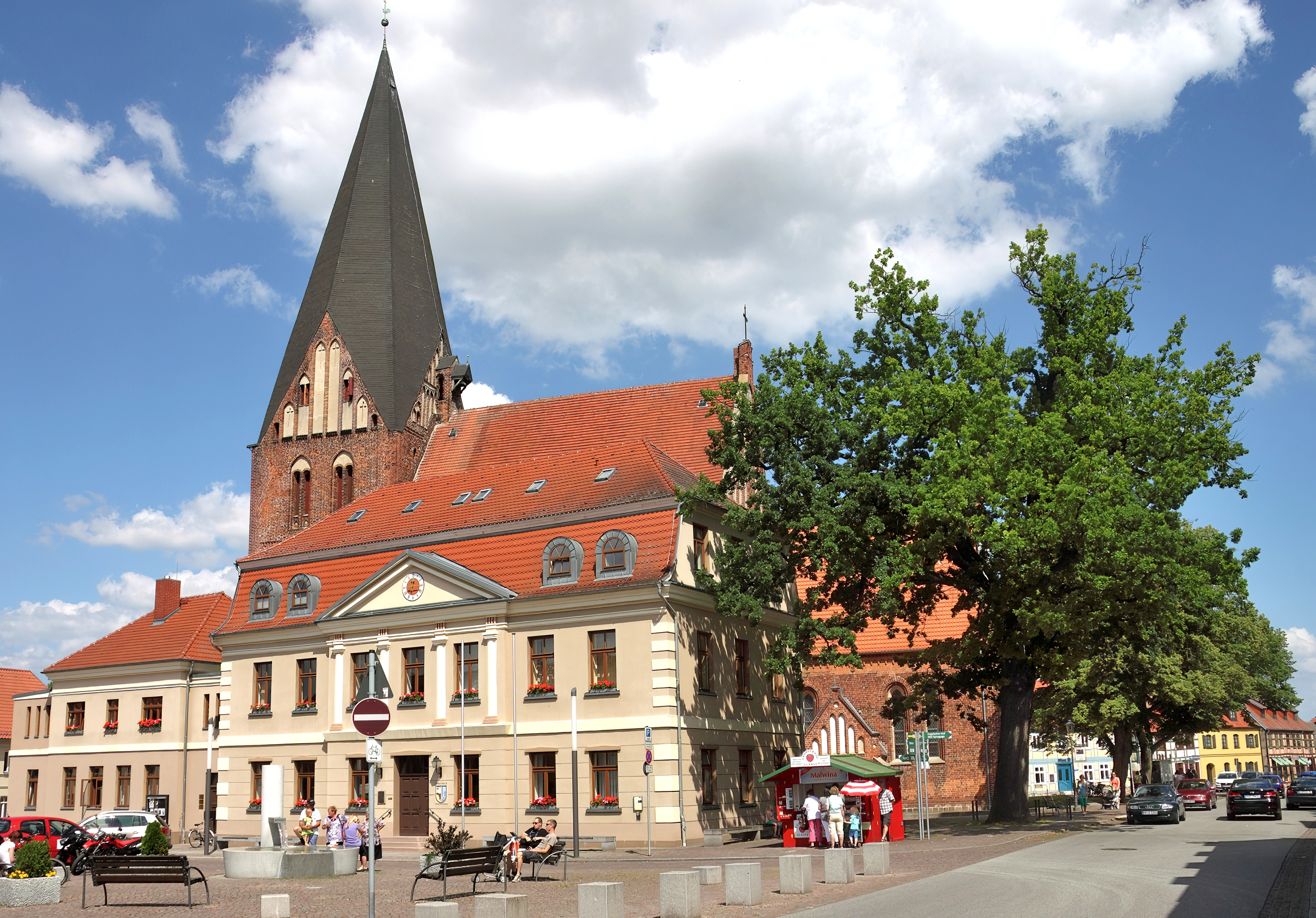
Rathaus mit St.-Nikolai

### Stadtvertretung
Die Stadtvertretung von Röbel besteht aus 17 Mitgliedern. Die Kommunalwahl am 9. Juni 2024 führte bei einer Wahlbeteiligung von 51,4 % zu folgendem Ergebnis:
| Partei / Wählergruppe          | Stimmenanteil 2019 | Sitze 2019 |  | Stimmenanteil 2024 | Sitze 2024 |
| ------------------------------ | ------------------ | ---------- |  | ------------------ | ---------- |
| Bürger für Röbel (BfR)         | 19,6 %             | 3          |  | 28,9 %             | 5          |
| CDU                            | 22,8 %             | 4          |  | 27,2 %             | 5          |
| SPD                            | 25,7 %             | 5          |  | 27,1 %             | 4          |
| Bündnis 90/Die Grünen          | 17,1 %             | 3          |  | 10,7 %             | 2          |
| Einzelbewerber Philipp Mencwel | –                  | –          |  | 04,1 %             | 1          |
| Einzelbewerber Marvin Schöwe   | –                  | –          |  | 02,0 %             | –          |
| Die Linke                      | 13,4 %             | 2          |  | –                  | –          |
| Einzelbewerber Rainer Fränkle  | 01,4 %             | –          |  | –                  | –          |
| Insgesamt                      | 100 %              | 17         |  | 100 %              | 17         |

### Bürgermeister
- 1997–1999: Hans-Georg Pramme
- 1999–2006: Eveline Schön (parteilos)
- 2006–2016: Heinz-Fritz Müller (SPD)[8]
- 2016–2023: Andreas Sprick (CDU)[9]
- seit 2023: Matthias Radtke (parteilos)

Radtke erhielt bei der Bürgermeisterwahl am 12. März 2023 52,1 % der gültigen Stimmen und löste Amtsinhaber Andreas Sprick ab. Seine Amtszeit beträgt entsprechend der Hauptsatzung der Stadt sieben Jahre.

### Wappen
| Wappen der Stadt Röbel | Blasonierung: „Gespalten; vorn in Gold ein halber hersehender, golden gekrönter schwarzer Stierkopf am Spalt mit geschlossenem Maul, ausgeschlagener roter Zunge und silbernen Hörnern, begleitet im Obereck von einem blauen Stern; hinten in Blau ein goldener Schlüssel mit linksgewendetem Bart.“ |
| Wappen der Stadt Röbel | Wappenbegründung: Das Wappen ist nach dem Siegelbild des SIGILLVM CIVITATIS IN ROBELLE – als Abdruck erstmals 1298 überliefert und zählt damit zu den ältesten Siegeln Mecklenburgs – gestaltet und in der jetzigen Form im April 1858 festgelegt worden. Das wiederhergestellte Wappen vereint ein weltliches Machtsymbol und ein klerikales Symbol. Während der für die Werler Linie des mecklenburgischen Fürstenhauses typische Stierkopf eindeutig auf den Herrn zu Werle als Stadtherrn verweist, wird mit dem Petrischlüssel vermutlich Bezug auf die starke kirchliche Präsenz und das Wirken der Benediktiner in der Stadt (zwei Bistümer, Kloster) genommen. Die Bedeutung des aus dem Siegelbild übernommenen Sterns ist unbekannt. Die älteste Darstellung dieses Wappenbildes befindet sich im Chor der Marienkirche und wird auf die Zeit um 1280 datiert. Das Wappen wurde am 10. April 1858 von Großherzog Friedrich Franz II. von Mecklenburg-Schwerin festgelegt, 1995 neu gezeichnet und unter der Nr. 71 der Wappenrolle des Landes Mecklenburg-Vorpommern registriert. |

Historische Wappen
| Wappen der Stadt Röbel 1941–1945 | Blasonierung: „Gespalten; vorn in Gold ein halber hersehender, golden gekrönter schwarzer Stierkopf am Spalt mit aufgerissenem Maul, silbernen Zähnen, ausgeschlagener roter Zunge, in Spitzen abgerissenem Halsfell und schwarzen Hörnern; hinten in Blau ein goldener Doppelhaken.“ |
| Wappen der Stadt Röbel 1941–1945 | Wappenbegründung: Das Wappen verlor jedoch bald nach dem Ende des Zweiten Weltkrieges seine Gültigkeit. Das Wappen wurde vom Heraldiker Hans Herbert Schweitzer gestaltet und am 30. Januar 1941 durch den Reichsstatthalter in Mecklenburg verliehen.                                |

### Flagge

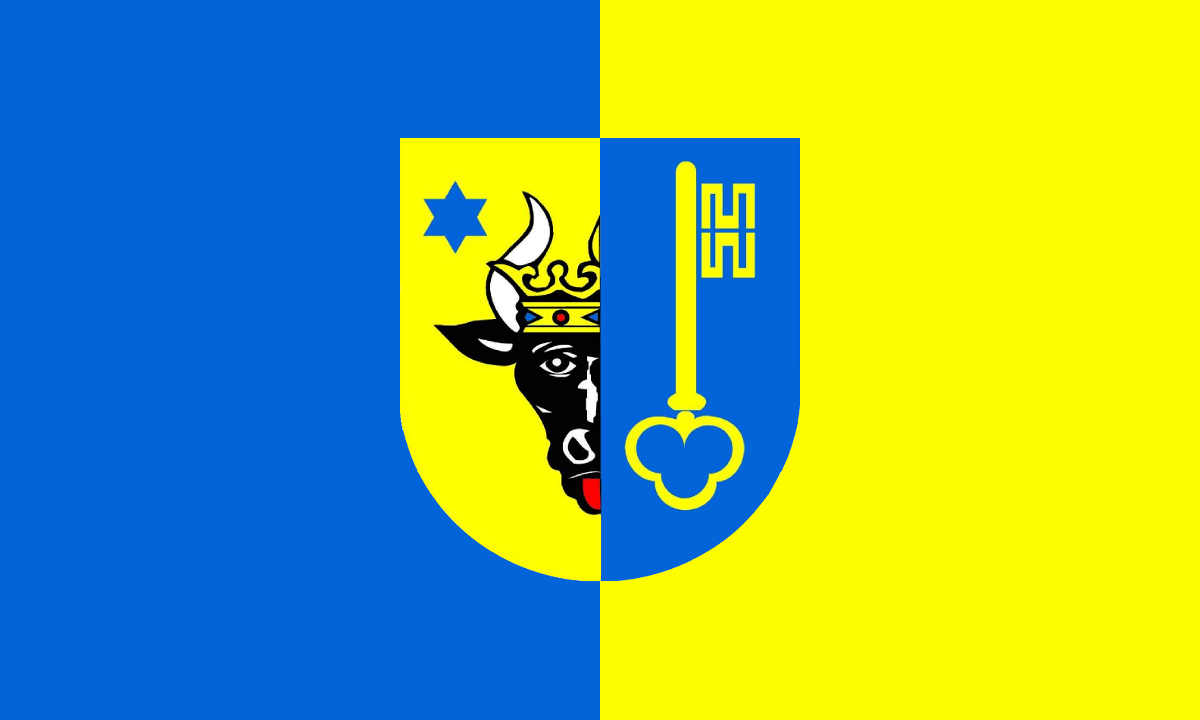
Flagge der Stadt Röbel

Die Flagge wurde am 4. Dezember 1998 durch das Ministerium des Innern genehmigt.
Die Flagge ist quer zur Längsachse des Flaggentuchs Blau - Gelb (1:1) gestreift. In der Mitte des Flaggentuchs liegt, auf jeweils ein Drittel der Länge des blauen und des gelben Streifens übergreifend, das Stadtwappen. Die Höhe des Flaggentuchs verhält sich zur Länge wie 3:5.

### Dienstsiegel
Das Dienstsiegel zeigt das Stadtwappen mit der Umschrift STADT RÖBEL/MÜRITZ.

### Städtepartnerschaften
Eine Partnerschaft besteht zu Wardenburg in Niedersachsen und eine Freundschaft mit Löhne in Nordrhein-Westfalen.

## Sehenswürdigkeiten und Kultur

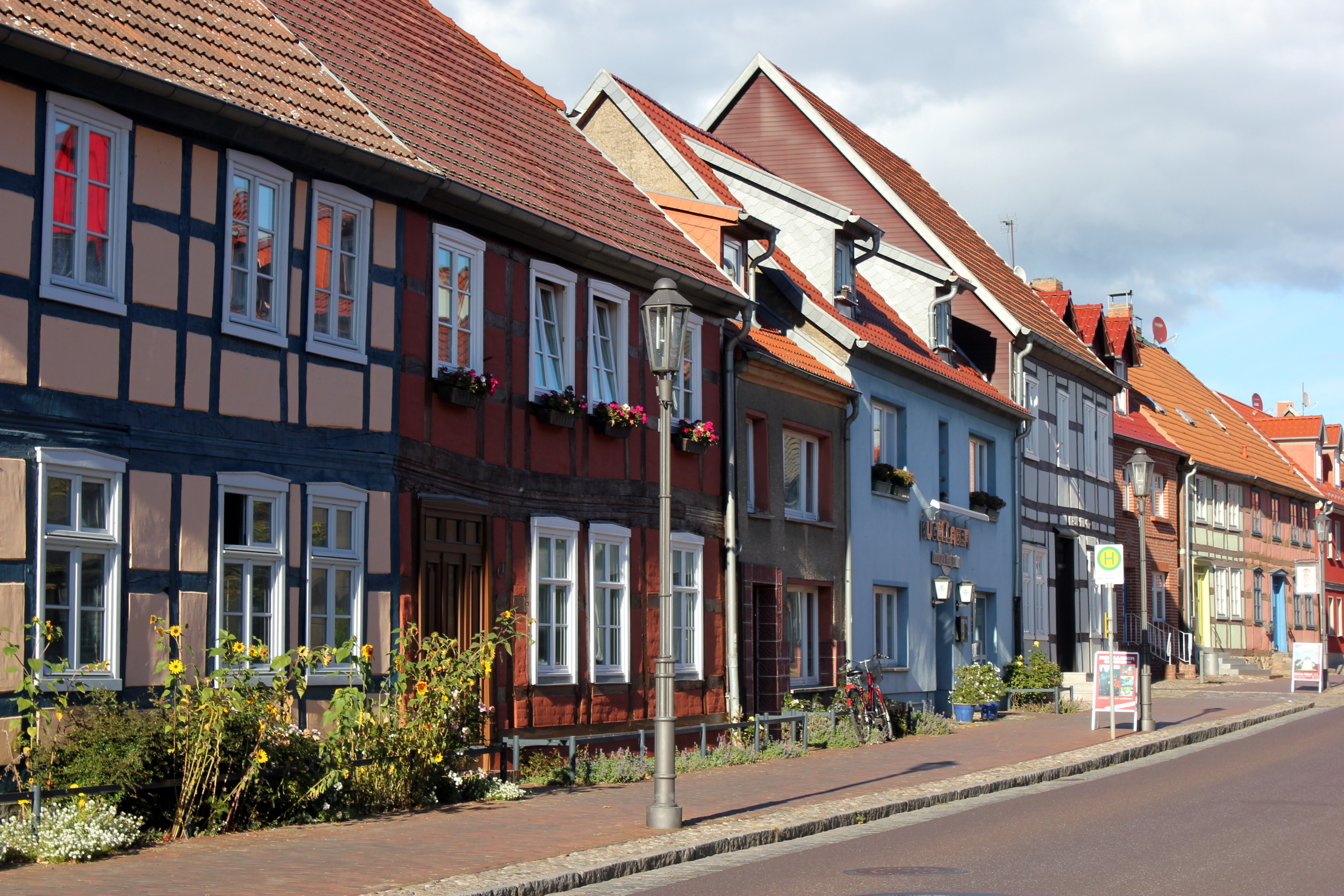
Fachwerkhäuser in der Neustadt

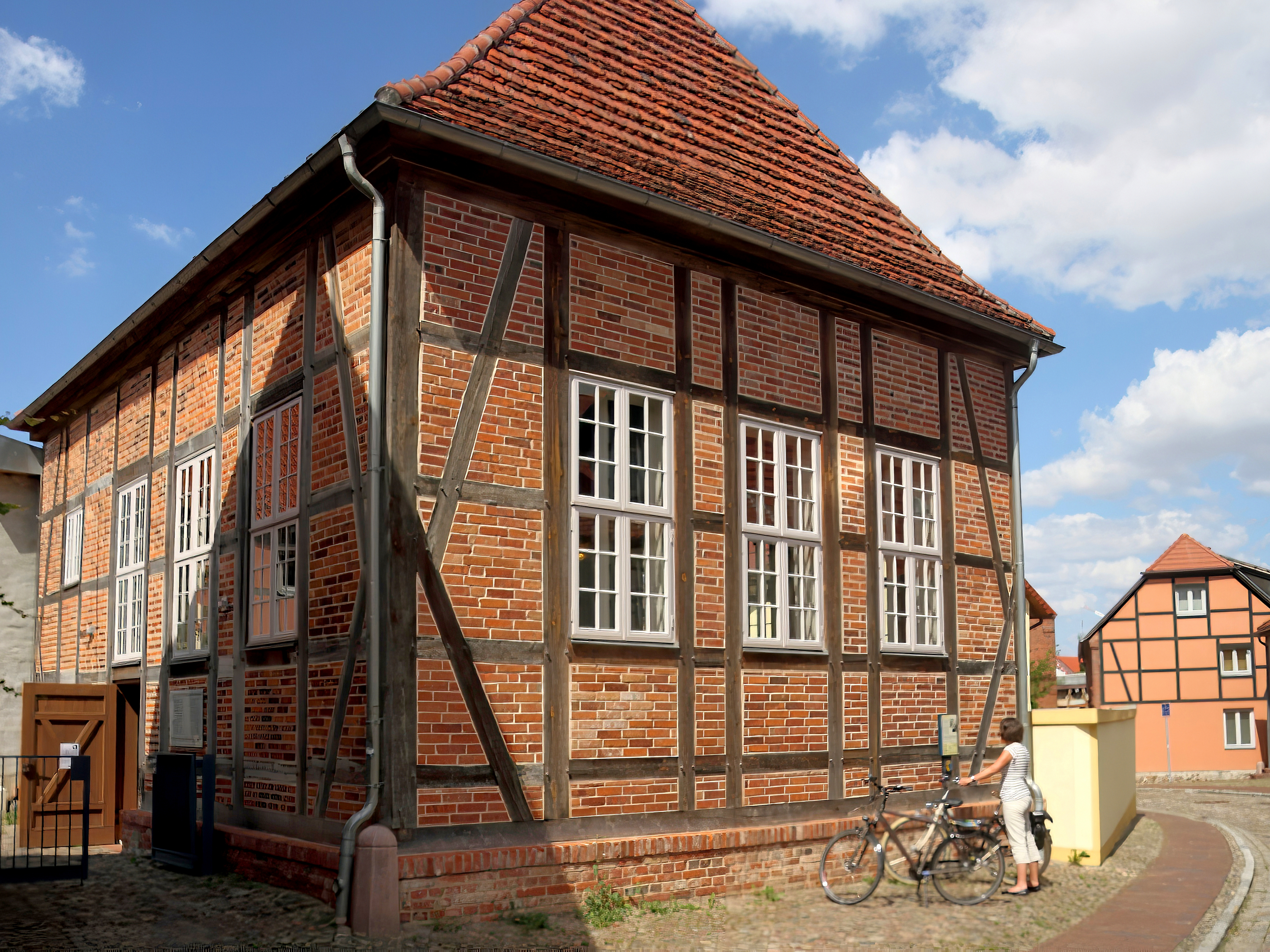
Ehemalige Synagoge

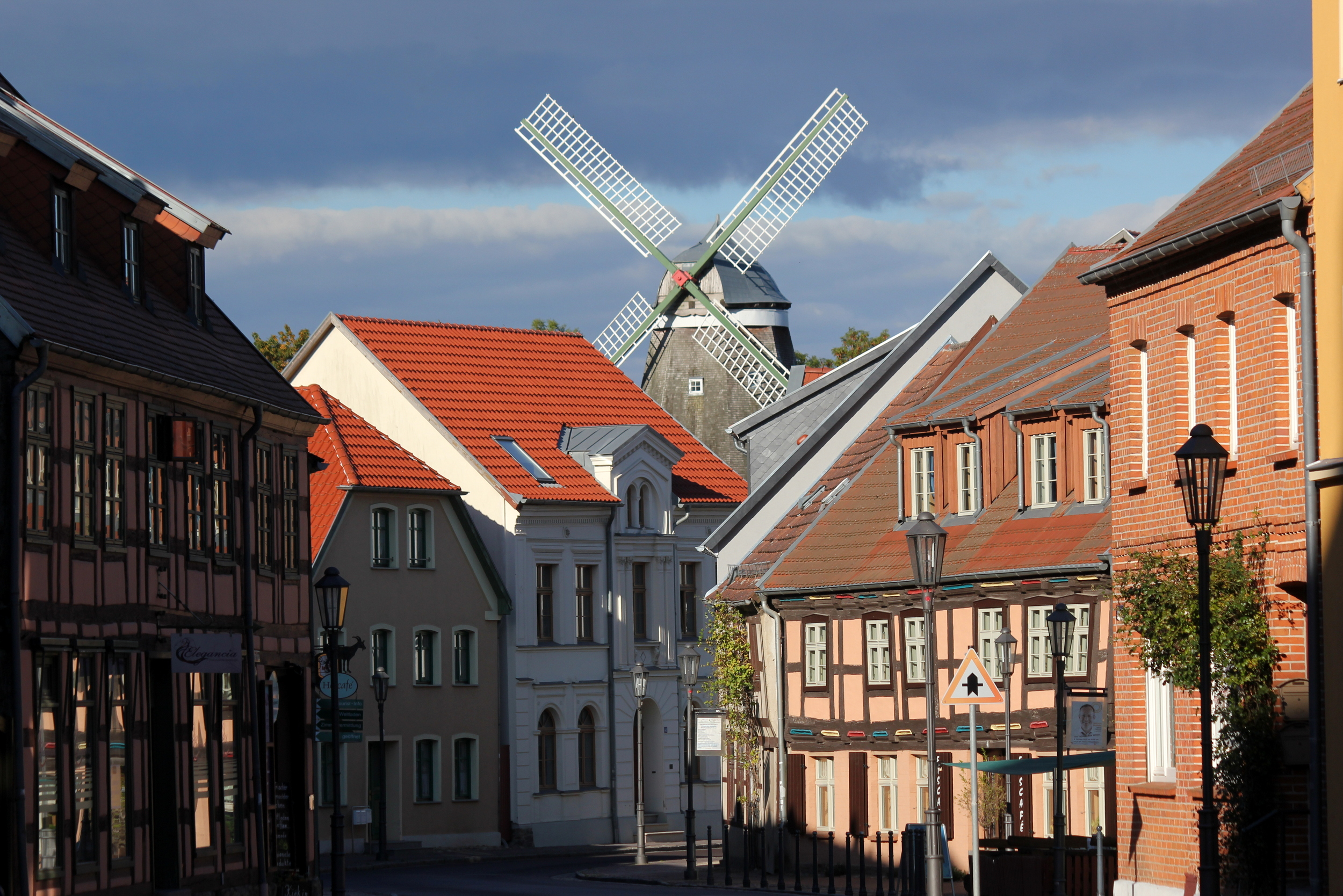
Blick durch die Straße des Friedens in der Neustadt

### Bauwerke
- Altstadt, gut erhaltene, langgestreckte Fachwerkstadt mit zwei großen Kirchen, Kirchplatz, Markt, Pferdemarkt, Bürgergarten, Stadtpark und direkter Lage an der Müritz und am kleinen Mönchteich
- Evangelische Marienkirche, dreischiffiges Backsteingebäude aus der Mitte des 13. Jahrhunderts. Sie ist damit eine der frühesten gotischen Hallenkirchen in Mecklenburg und steht auf dem Tempelberg der slawischen Müritzer. Nach einer umfassenden Erneuerung des damals einsturzgefährdeten Gebäudes im 19. Jahrhundert ist allerdings nur noch wenig von der mittelalterlichen Bausubstanz erhalten. Der Innenraum besitzt ein tief herabgezogenes Kreuzrippengewölbe im Chor und in der Sakristei. Im Mittelschiff ist die Kanzel und das Gestühl mit filigranen Schnitzereien verziert. Das Altargemälde (1852) stammt von Gaston Lenthe, der als Schweriner Hofmaler zahlreiche Kirchen ausstattete. Der erst Mitte des 19. Jahrhunderts fertiggestellte und begehbare Turm hat eine Höhe von 58 m und bietet einen Blick über die Müritz.
- Evangelische Nikolaikirche, um 1280 geweiht. Sie ist ebenfalls eine Backsteinkirche der Frühgotik. Die Sakristei steht südlich des Chors hinter dem Ostgiebel des Langhauses. Der Chor hat ein rippenloses Kuppelgewölbe, die dreischiffige Halle Kreuzrippengewölbe. Das bemerkenswerte Chorgestühl von 1519 stammt aus dem ehemaligen Röbeler Dominikanerkloster.
- Windmühle auf dem ehemaligen Burgberg, wo bis ca. 1466 noch das Schloss der Fürsten von Werle stand (1227 als Burg erwähnt), wurde als Galerieholländermühle zwischen 1802 und 1825 erbaut und 2006 aufwändig restauriert. Sie hatte seit 1479 mehrere Bockwindmühlen als Vorgänger und wurde zuletzt zwischen 1929 und 1991 als Jugendherberge genutzt.
- Reste der Stadtmauer am Mönchteich
- Rathaus am Marktplatz, 1805 im klassizistischen Stil erbaut und 1999 saniert. 1814 zog dort als Bürgermeister der im Krieg verletzte Leutnant Christian Engel ein, dessen Vater zuvor in Malchow den Engelschen Garten begründet hatte. Christian Engel ließ ebenfalls im Linnéschen Stil einen heute noch existierenden Stadtgarten im Süden Röbels errichten.
- Fachwerkhäuser Kirchplatz 3, 17, 20, 21, Große Stavenstraße 21 und 22, Kirchplatz 17, Mühlenstraße 5, 30/32 und 34, Straße der Deutschen Einheit 24, Straße des Friedens 4 und 5 (beide um 1750) sowie 41 66 und 67, Fritz-Reuter-Straße 13 (einem Großbrand 2011 zum Opfer gefallen), Im Ort 1, Hohe Straße 28, Unkel-Bräsigstraße 8 und 9 (um 1800).
- Synagoge, eine der wenigen erhaltenen Fachwerksynagogen in Mecklenburg und die letzte erhaltene Synagoge im ehemaligen Landkreis Müritz. Der rechteckige Fachwerkbau wurde 1831 in der Kleinen Stavenstraße errichtet. Das Gebäude blieb während der NS-Zeit erhalten, weil die nur noch aus wenigen Mitgliedern bestehende jüdische Gemeinde der Stadt es bereits 1936 an einen Fuhrunternehmer veräußert hatte. Dieser nutzte das Gebäude als Werkstatt und Garage. Ab 2002 wurde das einsturzgefährdete Gebäude restauriert. Es ist heute der historische Mittelpunkt eines Jugendbildungszentrums. Die dazugehörenden Gebäude bilden auf der Südseite der Synagoge einen Innenhof.
- Wasserturm, 1912 erbaut, erster Stahlbetonbau in Norddeutschland, sein Architekt war Albert Gottheiner. Der Turm wurde 1999 grundsaniert. Sein geringer Innendurchmesser macht einen Ausbau schwierig.
- Sendemast für UKW und Fernsehen (167 Meter hoch) bei Woldzegarten
- Alte Ziegelei, 1724 gebaut und in Resten erhalten

### Geschichtsdenkmale
- Denkmal für die Gefallenen des Ersten Weltkrieges, entworfen von Bildhauer Wilhelm Wandschneider, 1928 am Platz vor der Marienkirche errichtet
- Ehrenmal für die Opfer des Zweiten Weltkriegs vor der Marienkirche
- VVN-Ehrenmal von 1950 für die Opfer des Faschismus auf dem Neustädter Friedhof
- Ehrenhain mit Denkmal für die Opfer des Faschismus im Park am Mönchsteich, errichtet 1979
- Gedenkstein für die sowjetische Partisanin Soja Kosmodemjanskaja, die 1941 von der Wehrmachts-Gendarmerie gefoltert und öffentlich gehenkt wurde, aus dem Jahre 1979 im Park am Mönchsteich

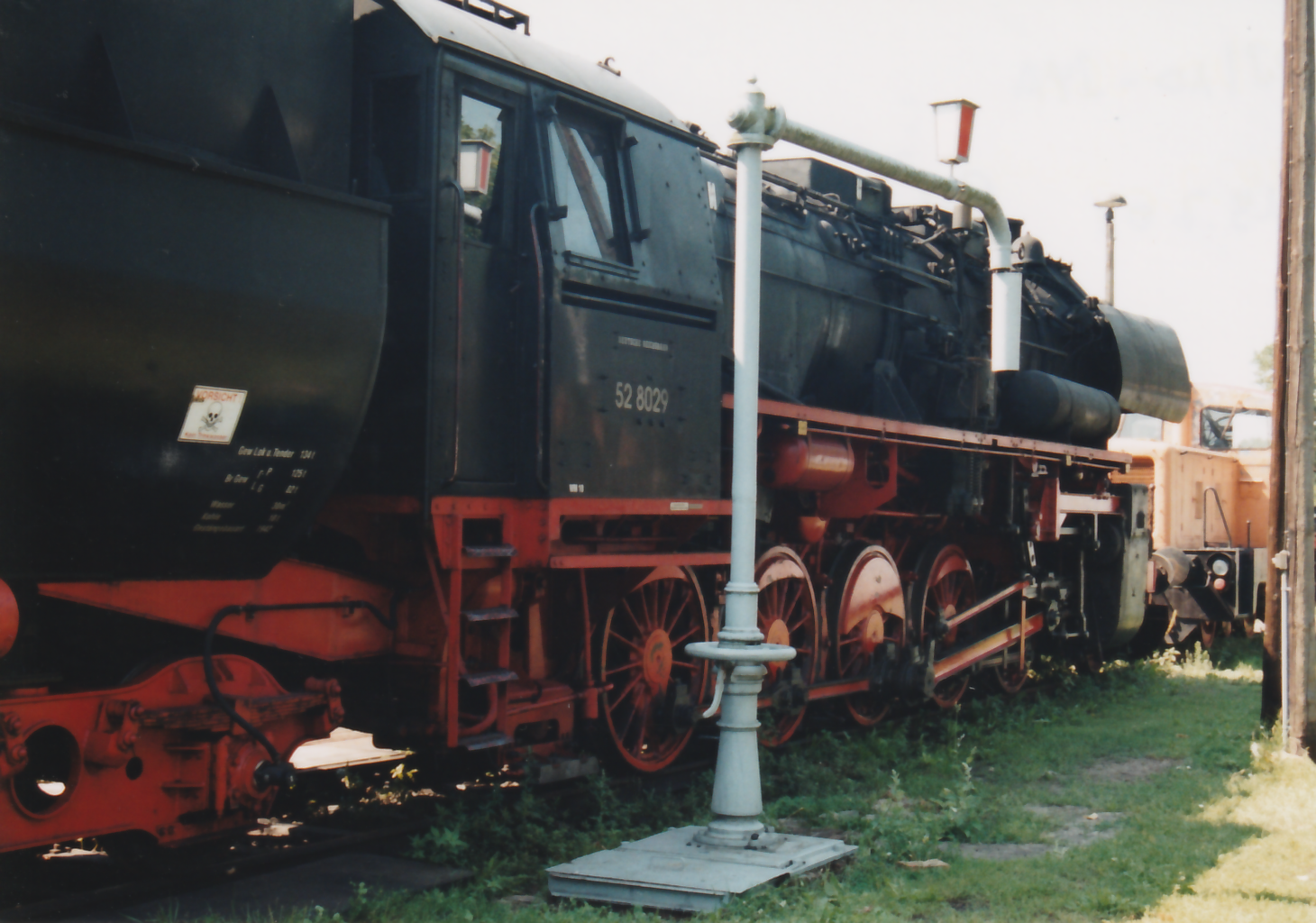
Dampflok im früheren Eisenbahnmuseum Röbel (Juli 2003)

### Museen
- Stadtmuseum Heimatstuben im Haus des Gastes, stellt in fünf Räumen die Orts- und Stadtgeschichte vom Mittelalter bis ca. 1920 vor
- Ehemalige Synagoge, Ausstellungsfläche der Jugendbildungsstätte ENGELscherHOF, wo in einem weiteren Gebäudetrakt auch eine ständige Ausstellung zur Geschichte der Juden in Mecklenburg zu sehen ist. Freiwillige unterschiedlichen Alters engagieren sich in der Betreuung der ständigen Ausstellung, der Schülergeschichtswerkstatt oder bei Zeitzeugenprojekten zur Dorfgeschichte im Umfeld von Röbel. Zusätzlich ist der Ort eine Jugendbegegnungsstätte. Workcamps und die Schülerfirma KulturCafé treffen sich regelmäßig dort.
- Bis zum Jahr 2009 befand sich ein privat betriebenes Eisenbahnmuseum auf dem früheren Bahnhofsgelände. Nach einem Speicherbrand wurden alle alten Dampflokomotiven und Waggons verschrottet und der ehem. Bahnhofsspeicher abgerissen. An gleicher Stelle wurde zwischenzeitlich ein Lebensmittelmarkt errichtet.

### Parks

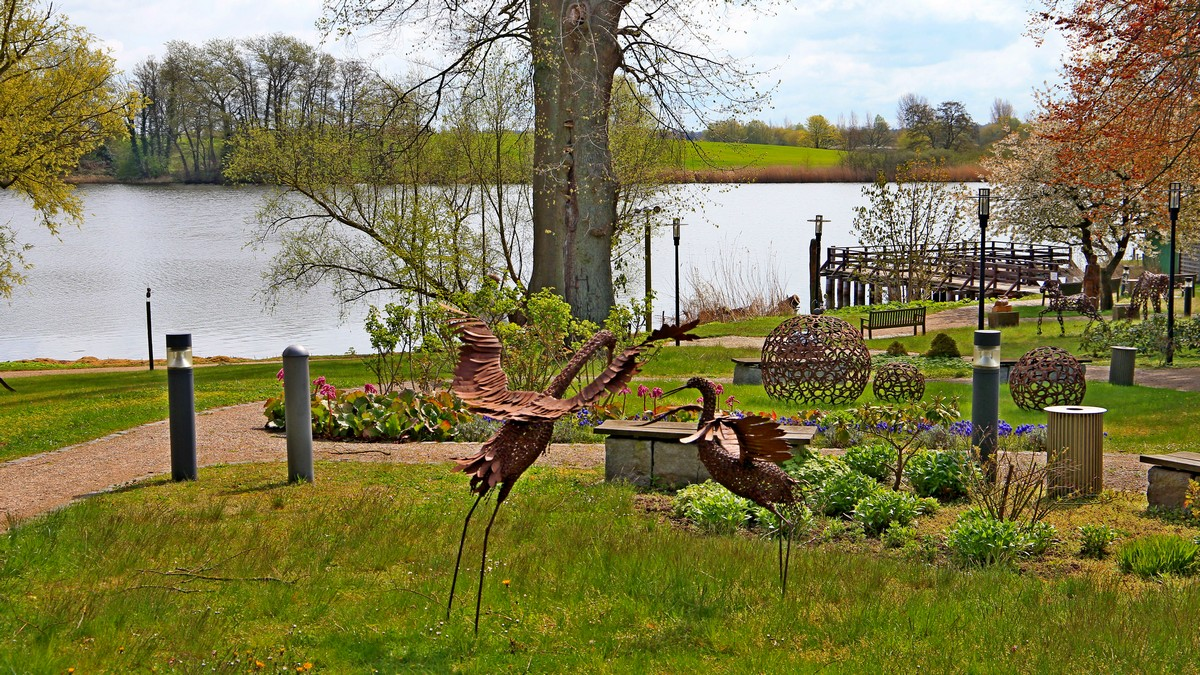
Ausstellung im Bürgergarten

- Stadtpark Bürgergarten am Haus des Gastes
- Stadtgarten vor dem Krankenhaus
- Park am Mönchteich

### Natur und Naturdenkmäler

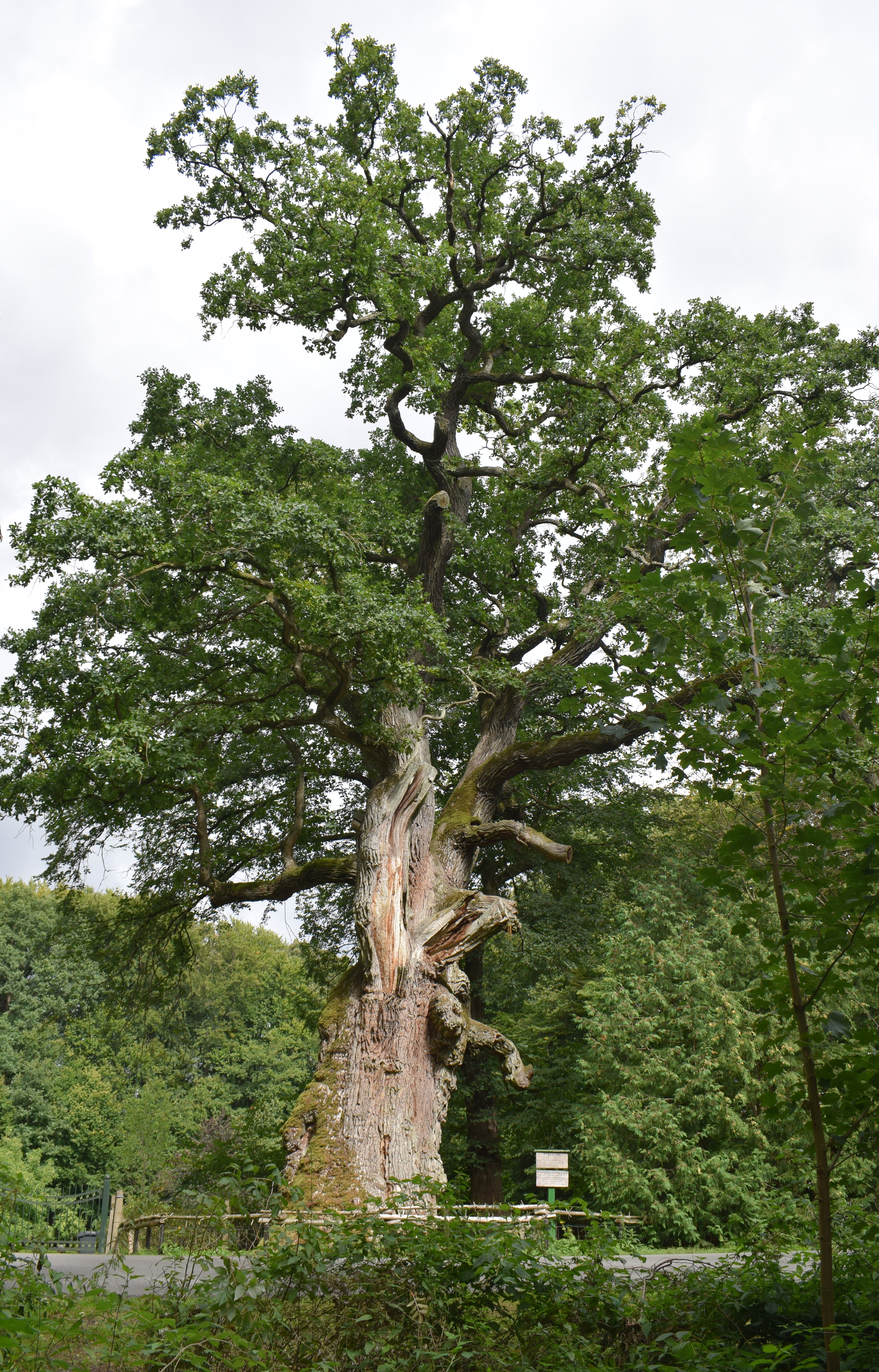
Kroneiche

- Müritz-Nationalpark mit rund 100 Seen in ausgedehnten Wäldern mit noch urwaldähnlichen Zuständen
- Naturpark Nossentiner/Schwinzer Heide mit 60 Seen
- Kroneiche (ca. 600 Jahre[13]) im Glienholz, mit 10,15 m Stammumfang der stärkste Baum in der Region, mit Wanderweg zum nahen Gliensee
- Friedenseiche zur Erinnerung an die Gefallenen der Befreiungskriege, 1816 vor der Nikolaikirche gepflanzt

### Regelmäßige Veranstaltungen
- Speckreiten am Pfingstwochenende am Glienholzwald – Pferdeschau und traditionelles Reiten um eine Scheibe Speck
- Fischerfest im Frühsommer
- Badewannenregatta im Juni[14]
- Seefest am dritten Wochenende im Juli
- Röbel live Ende August/Anfang September
- Verbrüderungsfeier mit Brandenburg, Schmugglertreffen alle zwei Jahre zwischen Wittstock und Röbel

## Wirtschaft und Infrastruktur

### Wirtschaft

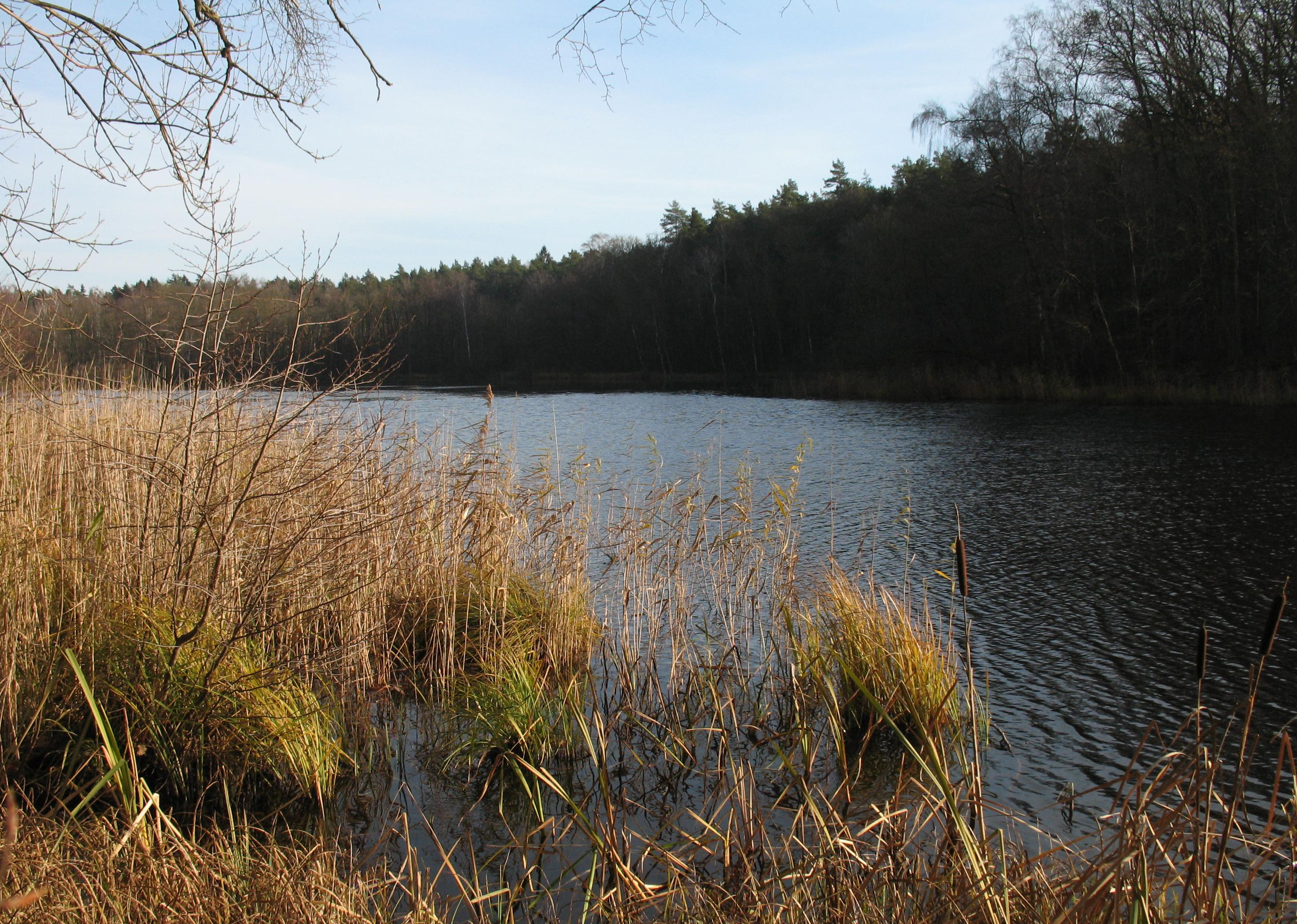
Rohrteich bei Groß Kelle

Ursprünglich eine Handels- und Handwerkerstadt, waren Fischerei, Landwirtschaft und Viehzucht bis ins 20. Jahrhundert die Einnahmequellen des Großteils der Röbeler Bevölkerung. Fast jeder Bürger hielt bis 1925 noch Feder- und Häutevieh, von dem die Kühe und Schweine entgeltlich in den Wäldern bei Groß Kelle gemästet wurden. Hühner, Gänse und Enten liefen frei durch den Ort. 1860 gab es einer Zählung zufolge mehrere hundert Schweine, 450 Kühe, 1300 Schafe, 237 Ziegen und 1100 Gänse. Zu DDR-Zeiten wurde die Stadt zu einem touristischen Zentrum mit Ferienheimen und Zeltplätzen ausgebaut.
Heute dominieren Tourismus, Land- und Lebensmittelwirtschaft. Weitere wichtige Unternehmen sind:
- optimal media GmbH, ein Dienstleistungsunternehmen der Medienbranche, mit knapp 700 Beschäftigten der größte Arbeitgeber der Stadt. Es produziert u. a. Datenträger mitsamt Verpackungen, moderne Schallplatten und spezielle Sonderdrucke.[16]
- Müritz-Elde Wasser (MEWA), Wasserversorgung und Abwasserentsorgung (Eigenbetrieb der Stadt)
- Klinik für Psychiatrie und Psychotherapie

### Verkehr

#### Straßenverkehr
Röbel liegt an der Landesstraße L 24 nach Sietow (an der Bundesstraße B 192 zwischen Malchow und Waren (Müritz)) sowie an der L 241, die unmittelbar südlich des Stadtgebiets die Bundesstraße B 198 zwischen Plau am See und Neustrelitz erreicht.
Die nächstgelegene Autobahnanschlussstelle ist Röbel/Müritz an der A 19 (Berlin–Rostock) in etwa zehn Kilometer Entfernung.

#### Schienenverkehr

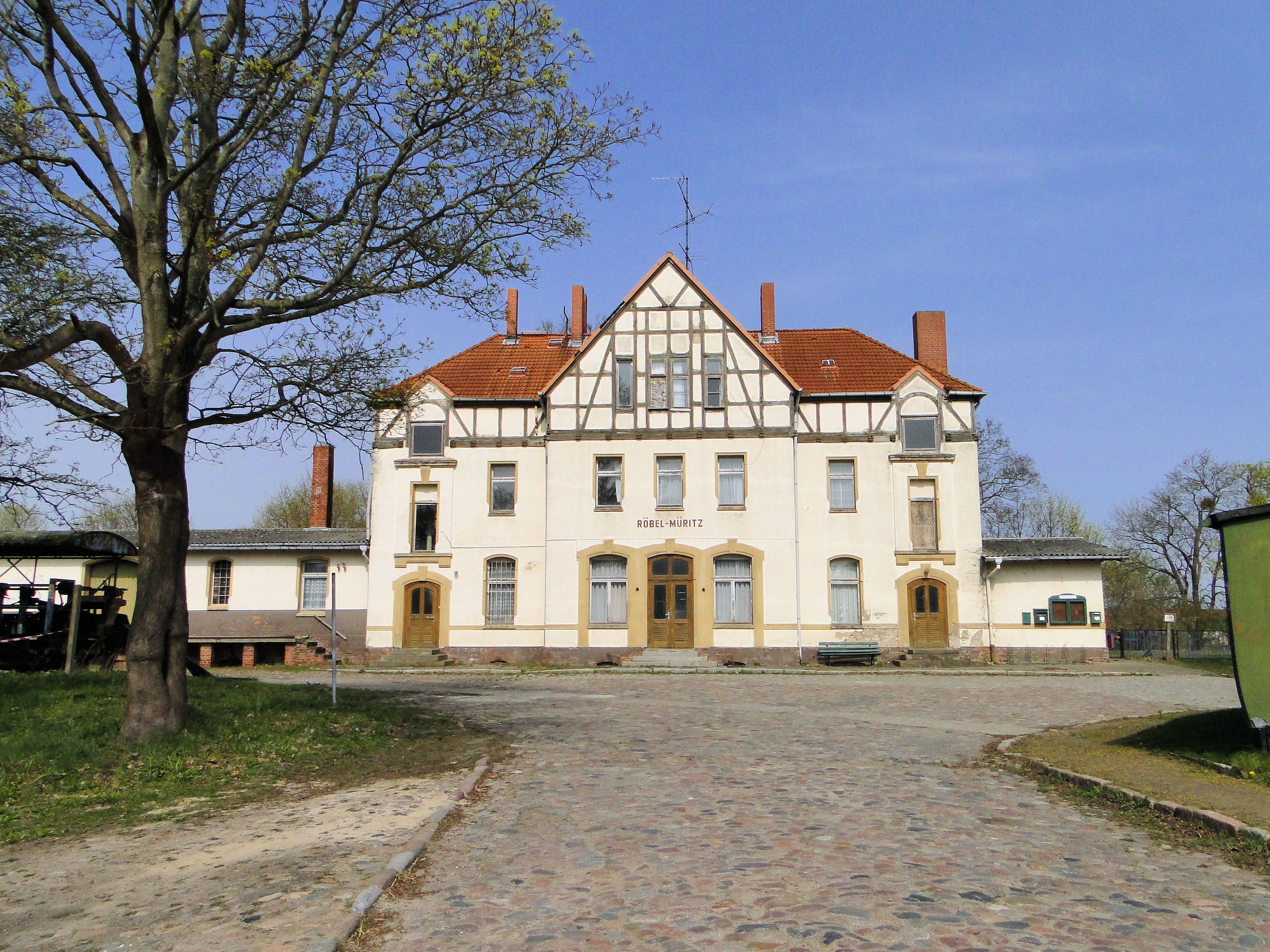
Ehemaliger Bahnhof Röbel

Der Bahnhof Röbel (Meckl) war Endpunkt der Bahnstrecke Ganzlin–Röbel, auf der der Personenverkehr 1966 eingestellt wurde. Die nächstgelegenen Bahnhöfe befinden sich in Mirow (etwa 21 Kilometer entfernt an der Bahnstrecke nach Neustrelitz) und in Waren (circa 22 Kilometer entfernt an der Strecke Berlin–Rostock).
Nach einem Speicherbrand 2009 wurde das auf dem Bahnhofsgelände privat betriebene Eisenbahnmuseum aufgelöst und alle Lokomotiven und Waggons verschrottet. Die Eisenbahngeschichte der Stadt Röbel/Müritz endete somit endgültig.

#### Öffentlicher Personennahverkehr
Der öffentliche Personennahverkehr wird durch die Mecklenburg-Vorpommersche Verkehrsgesellschaft betrieben. Es besteht eine regelmäßige Busverbindung über Waren (Müritz) und Penzlin nach Neubrandenburg (datBus), sowie nach Rechlin. Die Busse auf diesen Strecken verkehren in der Sommersaison überwiegend mit Anhänger für die Fahrradbeförderung. Weiterhin existieren mehrere Linien, die die Gemeinden des Umlands morgens und am frühen Nachmittag anfahren. Zentraler Knotenpunkt ist der ZOB im südlichen Stadtzentrum.

#### Schifffahrt
Der Stadthafen Röbel an der Müritz wird von verschiedenen Personenschifffahrtsunternehmen angesteuert.

### Bildung
- Regionalschule und Gymnasium, Schulcampus Röbel, Am Gotthunskamp 13
- Grundschule Röbel
- Kreismusikschule in Waren mit Außenstelle Röbel

### Sport
Die Müritz-Therme ist ein modernes Sport- und Spaßbad mit Saunalandschaft und Fitness-Studio am Gotthunskamp 14. Sie ist ganzjährig geöffnet. Neben der beheizten Schwimmlandschaft gibt es auch ein Strandbad direkt an der Müritz, das MüritzBad.

### Vereine
- Schützenzunft von 1548, ältester Verein Röbels, 1994 wiedergegründet
- Ackerbürgerverein Röbel, 1845 gegründet. Ein Nachfolgeverein, der Ponysportverein Röbel/Müritz, veranstaltet das traditionelle „Speckreiten“, ein Wettrennen um eine Speckseite.
- Männerchor von 1855
- Sportverein TSV 90, gehört zu den zahlenmäßig größten Vereinen des Landkreises
- Röbeler Seglerverein Müritz, international bekannt durch die regelmäßige Veranstaltung von namhaften Segelregatten
- PSV Röbel/Müritz

## Persönlichkeiten

### Ehrenbürger
- Fritz Nitzsche (1927–2017), Chorleiter
- Werner Schinko (1929–2016), Buchillustrator

### Söhne und Töchter der Stadt
- Samuel Simon Witte (1738–1802), Philosoph, Rektor der Universität Bützow
- Heinrich Bade (1823–1908), Bürgermeister von Schwerin und Sammler mecklenburgischer Volkssagen
- Franz Engel (1834–1920), Forschungsreisender
- Ludwig von Lehsten (1840–1910), Verwaltungsbeamter
- Julius Runge (1843–1922), Marinemaler
- Carl Karsten (1872–unbekannt), politischer Redakteur und Hauptschriftleiter
- Albert Salomon (1883–1976), Chirurg
- Alfred Schumann (1902–1985), Flottillenadmiral der Bundesmarine
- Heinz Kochs (1929–2020), Politiker (SED), Oberbürgermeister von Rostock
- Horst Zander (1929–2023), Generalleutnant der Nationalen Volksarmee
- Claus-Henning Redicker (* 1935), Anglist
- Dietrich Kremp (1937–2017), Physiker
- Horst Köhler (* 1938), Dressurreiter
- Brigitte Degler-Spengler (1941–2015), Historikerin
- Uwe Hessel (* 1961), Fußballspieler
- Irene Christ (* 1966), Schauspielerin und Regisseurin
- Madeleine Niesche (* 1971), Schauspielerin
- Grit Breuer (* 1972), Leichtathletin
- Kathrin Freitag (* 1974), Bahnradsportlerin
- Pierre Nippkow (* 1983), Koch
- Alexander Hessel (* 1988), Fußballspieler
- Stefanie Darnesa (* 1991), Schauspielerin

### Mit Röbel verbundene Persönlichkeiten
- Christian Engel (1788–1871), Bürgermeister von Röbel 1815–1861
- Henriette von Bissing (1798–1879), Erzählerin, wuchs in Röbel auf
- Theodor Krüger (1818–1885), Architekt, leitete die Restaurierung der Marienkirche in Röbel
- Gustav Melkert (1890–1943), Gewerkschafter, von den Nationalsozialisten ermordet, lebte in Röbel
- Wilhelm Kappel (1929–2022), Pflanzenzüchter, lebte in Röbel
- Berndt Seite (* 1940), Politiker (CDU), Ministerpräsident von Mecklenburg-Vorpommern, lebte in Röbel
- Gottfried Timm (* 1956), Politiker (SPD), Pastor in Röbel
- Friedrich Drese (* 1960), Kirchenmusiker in Röbel